# Liparis fissilabris
Liparis fissilabris är en orkidéart som beskrevs av Tang och Fa Tsuan Wang. Liparis fissilabris ingår i släktet gulyxnen, och familjen orkidéer. Inga underarter finns listade i Catalogue of Life.